# Arjun Narasingha KC
Arjun Narasingha K.C. (Nepalees: अर्जुन नरसिंह केसी) (27 september 1947) is een Nepalees politicus en voormalig hoogleraar, verbonden aan de Nepalese Congrespartij. Hij bekleedde ministersposten in opeenvolgende coalitieregeringen (Gezondheid en Bevolking; Onderwijs én Huisvesting & Fysieke Planning; en Stedelijke Ontwikkeling) en werd meerdere keren verkozen als lid van het nationale parlement voor Nuwakot.

## Biografie en opleiding
K.C. werd geboren in Rautbesi (district Nuwakot) als zoon van Bhagwan Singh KC en Yasoda Devi KC. Hij behaalde een master politicologie aan de Universiteit Tribhuvan en was er afdelingshoofd Politicologie voordat hij voltijds de politiek in ging. In 1982 voltooide hij een fellowship in internationale betrekkingen en buitenlands beleidsbesluitvorming aan de Fletcher School (Tufts University, VS).

## Politieke loopbaan
K.C. was in zijn jeugd actief in studenten- en pro-democratiebewegingen en werd meermaals gedetineerd tijdens het panchayat-regime. In 1991 en 1994 werd hij verkozen in de Kamer van Afgevaardigden.

### Minister van Gezondheid en Bevolking (1995–1997)
Onder premier Sher Bahadur Deuba (22 september 1995 – 12 maart 1997) zette K.C. hervormingen in gang om de overconcentratie van artsen in steden tegen te gaan, met stimulansen en snellere promoties voor plaatsingen in berg- en Terai-regio’s en beperkingen op langdurige tijdelijke overplaatsingen (kaaj).

### Minister van Onderwijs (en Huisvesting & Fysieke Planning) (1998–1999)
In het tweede kabinet-Girija Prasad Koirala (15 april 1998 – 31 mei 1999) bevorderde hij internationale erkenning en equivalentie van Nepalese diploma’s, wat de doorstroom van Nepalese studenten naar buitenlandse universiteiten verbeterde. Op aanbeveling van Karna Shakya voorkwam hij de sloop van de neoklassieke tuin bij Keshar Mahal en maakte deze als Garden of Dreams toegankelijk voor het publiek.

### Minister van Stedelijke Ontwikkeling (2016–2017)

KC (vijfde van links) plant rijst ter gelegenheid van de Nationale Padiedag in Likhu, Nuwakot (2025)

K.C. werd op 26 augustus 2016 beëdigd als minister van Stedelijke Ontwikkeling in het kabinet-Pushpa Kamal Dahal. Op 23 april 2017 lanceerde hij het People’s Housing Program met als doel 25.000 woningen te realiseren voor achtergestelde gemeenschappen buiten de vallei van Kathmandu. Op 26 april 2017 gaf hij definitief groen licht voor de aanleg van de buitenste ringweg van Kathmandu (eerste fase Chobhar–Gamcha–Satungal, 6,6 km), een dossier dat meer dan dertien jaar stil had gelegen. K.C. schreef ook het voorwoord bij het nationale rapport van Nepal voor Habitat III.

## Revolutie van 2006 en vredesproces
Als coördinator voor de Kathmanduvallei namens de Seven Party Alliance werd K.C. in 2005 tijdens de noodtoestand gearresteerd vóór de volksbeweging van 2006.

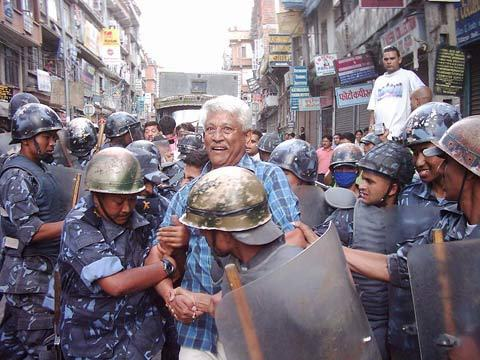
Voormalig koning Gyanendra arresteerde prominente leiders zoals KC tijdens de Volksbeweging van 2006

## Politieke activiteiten sinds 2017
In 2017 verloor hij Nuwakot-2 van Narayan Prasad Khatiwada, mede tegen de achtergrond van partijinterne spanningen. Bij de algemene verkiezingen van 2022 won K.C. de zetel Nuwakot-2 met 28.107 stemmen.

### Parlementaire controle (PAC) en begrotingsstandpunten
Als lid van de Public Accounts Committee (PAC) ondersteunde K.C. het instellen van subcommissies (juni 2024) naar vermoedelijke onregelmatigheden bij de internationale luchthavens van Pokhara en Gautam Buddha; in mei 2025 vroeg de commissie de Commissie voor onderzoek naar misbruik van autoriteit om vervolgonderzoek. Hij bekritiseerde tevens te ambitieuze begrotingen en pleitte voor meer transparantie en minder cliëntelisme.

## Persoonlijk leven
K.C. is getrouwd met Pratima KC en heeft vijf kinderen. Hij is de schoonvader van politicus Gagan Thapa.